# Ройтман, Феликс
Феликс Ройтман (фр. Félix Roitman, при рождении Фроим (Ефим) Ройтман; 9 марта 1902, Кишинёв, Бессарабская губерния — 15 февраля 1944, Отмут) — французский художник декоративного искусства, представитель Парижской школы.

## Биография
Детство и юность провёл в Кишинёве, занимался в студии Августа Баллиера. С 1922 года изучал искусство в Берлинской Академии художеств. В 1925 году уехал в Париж, где учился в Высшей школе декоративного искусства у Поля Колена. Ройтман был одним из целого ряда бессарабских художников, учившихся в этой академии в период с 1920 по 1930 годы.
С 1926 года сосредоточился на прикладном искусстве. Автор художественных работ, выполненных из стекла, дерева, металла (в том числе ваз, светильников, прочей домашней утвари) по заказам парижских антикваров. За оформление павильона «Земля Израиля» получил почётную медаль на Всемирной выставке в Париже (1937). Участвовал в деятельности Бессарабского еврейского землячества в Париже.
Участник Второй мировой войны, воевал в составе французской армии, затем (после поражения Франции) — участник Движения сопротивления.
Был арестован, содержался под стражей в тюрьме Санте около четырёх месяцев, затем как еврей был интернирован в лагере Турель. Позже был переведён в транзитный лагерь Дранси, откуда 14 сентября 1942 года с конвоем 32 был депортирован в лагерь уничтожения в Отмуте, где 15 февраля 1944 года был убит.